# Boarding School Juliet
Boarding School Juliet (яп. 寄宿学校のジュリエット Кисюку гакко: но Дзюриэтто, Джульетта из школы-интерната) — японская серия манги от автора Ёсукэ Канэды.

## Сюжет
В престижной школе-интернате, известной как Далийская академия, учатся дети из двух враждующих соседних стран, которых расселили в разные общежития, «Общежитие Белых котов» и «Общежитие Чёрных псов». Дети, следуя примеру взрослых, презирают друг друга и постоянно пытаются доказать своё превосходство над врагами, но как в такой ситуации вести себя Джульетте Персия и Инудзуке Ромио, ведь они, будучи представителями разных стран, враги, но при этом давно влюблённые друг в друга…

## Персонажи
Ромео Инудзука (яп. 犬塚露壬雄 Инудзука Ромио)
Джульетта Персия (яп. ジュリエット・ペルシア Дзюриэтто Пэрусиа)
Хасуки Комай (яп. 狛井蓮季 Комаи Хасуки)
Шартрьё Вестия (яп. シャルトリュー・ウェスティア Сяруторю: Вэсутиа)

## Медиа

### Манга
Манга написана и проиллюстрирована Ёсукэ Канэдой. Серия начала издаваться в восьмом выпуске журнала Bessatsu Shōnen издательства Kodansha в 2015 году (также в первом выпуске 2015 года издан ваншот), прежде чем перейти в Weekly Shōnen Magazine в 2017 году. По состоянию на 16 марта 2018 издано семь танкобонов. Серия лицензирована на английском языке для цифрового издания Kodansha USA.

#### Страницы
| № | Японская: дата публикации | Японская: ISBN         |
| - | ------------------------- | ---------------------- |
| 1 | 9 ноября 2015 года        | ISBN 978-4-06-395526-2 |
| 2 | 8 апреля 2016 года        | ISBN 978-4-06-395641-2 |
| 3 | 9 сентября 2016 года      | ISBN 978-4-06-395751-8 |
| 4 | 9 февраля 2017 года       | ISBN 978-4-06-395862-1 |
| 5 | 9 августа 2017 года       | ISBN 978-4-06-510101-8 |
| 6 | 15 декабря 2017 года      | ISBN 978-4-06-510545-0 |
| 7 | 16 марта 2018 года        | ISBN 978-4-06-511071-3 |

### Аниме
Аниме-адаптация в формате телевизионного сериала была анонсирована в марте 2018 года. Производством аниме занимались режиссёр Сэйки Такуно, сценарист Такао Ёсиока, художник по персонажам Юки Моримото и композитор Масару Ёкояма. Премьера сериала состоялась в октябре 2018 года.